# Faílo
Faílo (siglo IV a. C.) fue un político y militar de Fócide (Antigua Grecia). 
Cuando, en el transcurso de la tercera guerra sagrada, Filipo II de Macedonia fue llamado por los tesalios para combatir al tirano Licofrón de Feras, este llamó a los focidios en su ayuda y acudió Faílo, hermano del que entonces era el líder de los focidios, Onomarco, con 7000 hombres. Filipo los derrotó, pero posteriormente acudió Onomarco con un gran ejército y derrotó a Filipo en dos batallas.
Posteriormente tuvo lugar otra batalla, denominada batalla del Campo de Azafrán, en el año 353 o en el 352 a. C. donde los focidios fueron derrotados por Filipo y los tesalios. En este batalla murió Onomarco, colgado por orden de Filipo o bien atravesado por las armas de sus propios soldados cuando huía y fue sucedido al frente de los focidios por su hermano Faílo. Faílo trató de resarcir a los focidios de la derrota, y para ello, al igual que anteriormente había hecho su hermano, reclutó gran número de mercenarios y persuadió a gobernantes aliados para proseguir la guerra a su lado. Así, consiguió apoyo de tropas de lacedemonios, aqueos y atenienses —estos últimos bajo el mando de Nausicles— así como de otros mercenarios que estaban bajo el mando de los tiranos de Feras —Licofrón y Pitolao. No obstante, Faílo fue derrotado varias veces por los beocios: en una ocasión cerca de Orcómeno; en otra, cerca del río Cefiso y en otra cerca de Coronea.
Posteriormente, Faílo realizó una campaña contra los locrios epicnemidios, en la que tomó todas las ciudades. Una de estas ciudades, Nárix, se resistió con ayuda de los beocios, pero finalmente la conquistó y la saqueó.
Faílo murió de una enfermedad y fue sucedido por Faleco.